# 美國陸軍第506步兵團E連
美國陸軍第506步兵團E連（英語：E Company, 506th Infantry Regiment (United States)）是指第二次世界大戰中美國陸軍第101空降師第506步兵團第2營的E連。這個單位因為著作《諾曼第大空降》及同名電視連續短劇《諾曼第大空降》而受到廣泛注意。

## 成員
以下列表是各成員於1945年第506步兵團解編時的軍階。

### 上級軍官
- 馬克斯維爾·泰勒少將（101師師長）
- 羅拔·辛克上校（506團團長）
- 羅伯特·斯特耶中校（第三營營長，原第二營營長）
- 理查德·溫特斯少校（第二營營長）
- 克拉伦斯·赫斯特少校（506團參三）
- 萨尔夫·马西森上尉（506團參四）

### 指揮軍官
歷任E連連長
- 賀拔·索柏上尉（第一任）
- 湯瑪士·米漢中尉（英语：Thomas Meehan）（第二任）
- 理查德·溫特斯少校（第三任）
- 佛瑞德·海力格中尉（英语：Frederick Heyliger）（第四任）
- 諾曼·戴克中尉（英语：Norman Dike）（第五任）
- 羅納德·史比爾上尉（第六任）

### 其他軍官

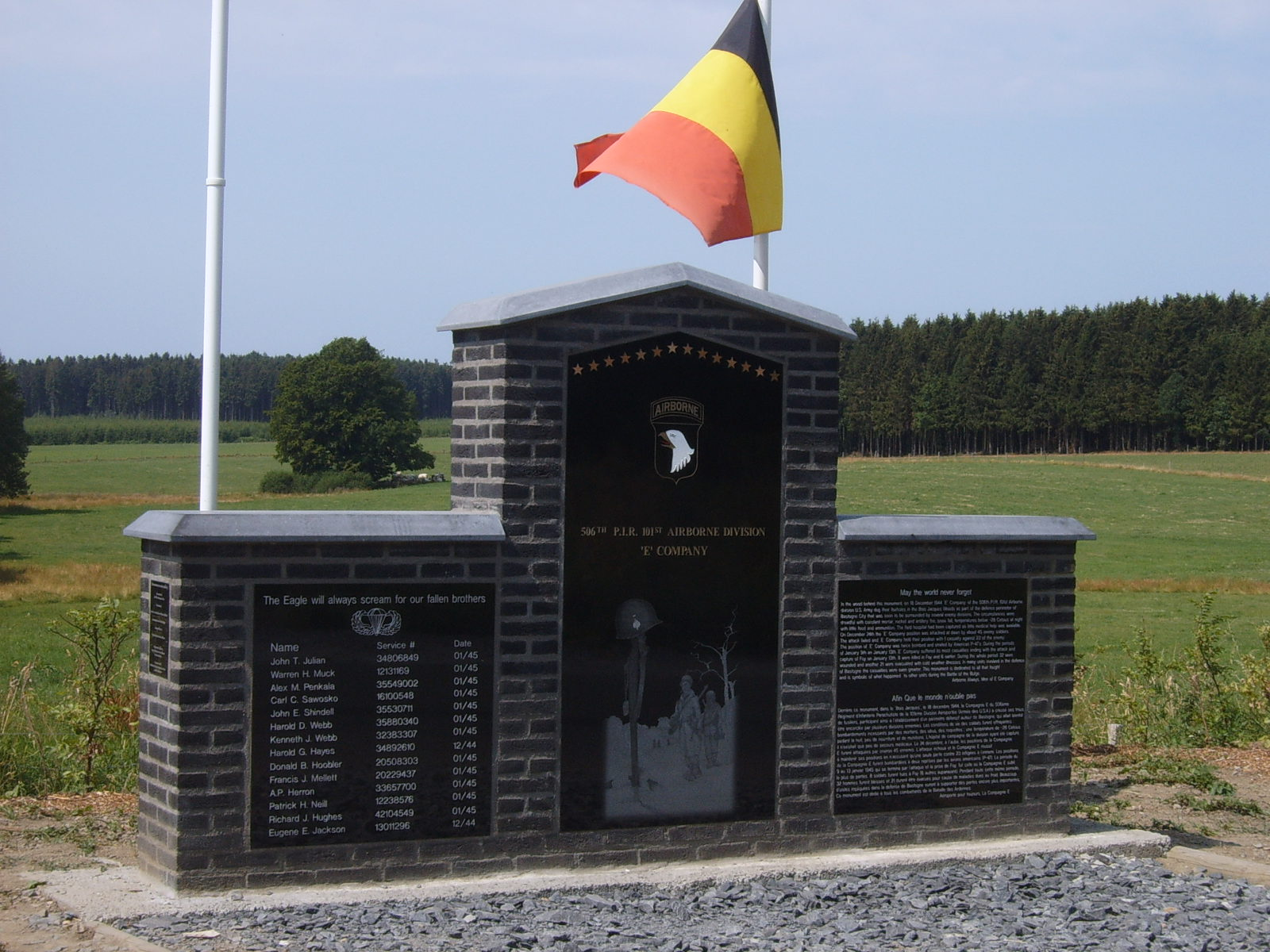
位於富瓦的E連紀念碑

- 路易士·尼克森上尉（英语：Lewis Nixon (United States Army officer)） (第二營參二情報官)
- 卡伍德·李普頓少尉 (第二營參三)
- 哈利·魏許中尉 (第一排排長)
- 傑克·富利少尉 (代理第一排排長)
- Lieutenant Robert Brewer (第一排排副)
- 林恩·"巴克"·康普頓中尉 (第一任第二排排長)
- 湯瑪斯·皮卡克中尉 (第二任第二排排長)
- 亨利·鍾斯中尉 (代理第二排排長)
- 愛德華·宣姆士中尉 (第三排排長)

### 其他成員
按軍階排列。如軍階相同，則以英文姓氏順序排列）
- 威廉·"瘋狂比爾"·葛奈瑞上士
- 約翰·馬丁上士
- 戴洛·"席褔弟"·鮑爾斯上士
- 佛洛伊德·"泰伯"·泰伯特上士
- 喬·托伊上士
- 唐諾·馬拉其 3級技術士官
- 喬治·魯茲中士
- 華倫·"Skip"·穆克中士
- 法蘭克·派康提中士
- 丹佛·"大牛"·藍道曼中士
- Sergeant Leo Boyle
- 沃爾特·戈登中士
- 帕特·克里斯登生中士
- 查理斯· "Chuck"·葛蘭特中士
- Sergeant Forrest Guth
- Sergeant Robert Rader
- Myron "Mike" 蘭尼中士
- Sergeant James "Moe" Alley
- Sergeant Amos "Buck" Taylor
- 保羅·羅傑斯中士
- Sergeant Roderick Strohl
- 威廉·杜克曼下士
- Corporal Walter 'Smokey' Gordon
- 唐纳德·胡布勒下士
- 喬·李高特下士
- 厄爾"One Lung"麥克朗下士
- 艾力克斯。潘卡拉下士
- 尤金·羅下士（醫護兵）
- 大衛·肯·韋伯斯特上等兵
- 羅伯特 "普派"文恩上等兵
- 艾伯特·布萊依二等兵
- Private Antonio "Tony" Garcia
- Private Lester "Leo" Hashey
- 愛德華 "貝比" 赫夫朗二等兵